# Hendrik II van Vaudémont
Hendrik II van Vaudémont (1255-1299) was van 1279 tot aan zijn dood graaf van Vaudémont. Hij behoorde tot het huis Lotharingen.

## Levensloop
Hendrik II was de tweede zoon van graaf Hendrik I van Vaudémont en Margaretha, dochter van hertog van Athene Gwijde I van La Roche. In 1279 volgde hij zijn oudere broer Reinoud op als graaf van Vaudémont. 
In 1277 ondersteunde hij hertog Ferry III van Lotharingen in de strijd tegen de bisschop van Metz. Toen in 1282 de Siciliaanse Vespers uitbraken, reisde hij samen met zijn twee jongere broers naar het koninkrijk Napels om daar hun erfenis, het graafschap Ariano, te verdedigen tegen koning Peter III van Aragón. In 1299 nam hij samen met zijn twee broers deel aan een zeeslag voor de kust van Sicilië tegen koning Frederik II van Sicilië. De drie broers kwamen bij deze zeeslag om het leven. 

## Huwelijk en nakomelingen
In 1280 huwde Hendrik II met Helisinde, dochter van heer Jan I van Vergy. Ze kregen volgende kinderen:
- Hendrik III (overleden in 1348), graaf van Vaudémont
- Margaretha (overleden in 1336), huwde eerst in 1301 met Jan van Joinville en daarna met heer Erard van Nanteuil-la-Fosse
- Johanna (overleden in 1347), abdis van de Abdij van Remiremont
- Isabella, kloosterzuster in Soissons